# Плещеево (усадьба)
Плеще́ево — бывшая дворянская усадьба на левом берегу реки Пахры, расположенная у восточной границы Подольска, ныне в промышленной части города.

## История

### XIV—XVIII века
Сельцо Плещеево на реке Пахре известно ещё с XIV века. Тогда эти земли принадлежали черниговскому боярину Фёдору Бяконту, переселившемуся в Москву при князе Данииле Александровиче, наделившем его вотчиной. Бяконт был в почёте у сыновей Даниила — Юрия и Ивана, так во время княжеских отъездов в Орду он оставался в Москве наместником. Его младший сын Александр был воеводой при великом князе Дмитрии Донском. За свою широкоплечую фигуру получил прозвище Плещей, стал родоначальником знаменитого рода Плещеевых, откуда и пошло название усадьбы.
В XVII веке эти земли перешли к боярам Морозовым, которым принадлежали соседние «село Дубровицы, да село Ерино», а затем к Василию Петровичу Поспелову (1699—1747), служившему денщиком у Петра I и снискавшего добрую славу. Крестьяне же, в память о барине, назвали его именем поместье — Поспелово.
Со второй половины XVII века Плещеево-Поспелово принадлежало поэту, цензору типографии Московского университета, одному из авторов Проекта Нового Уложения, статскому советнику Александру Ивановичу Перепечину (1745—1801)

### XVIII—XIX века

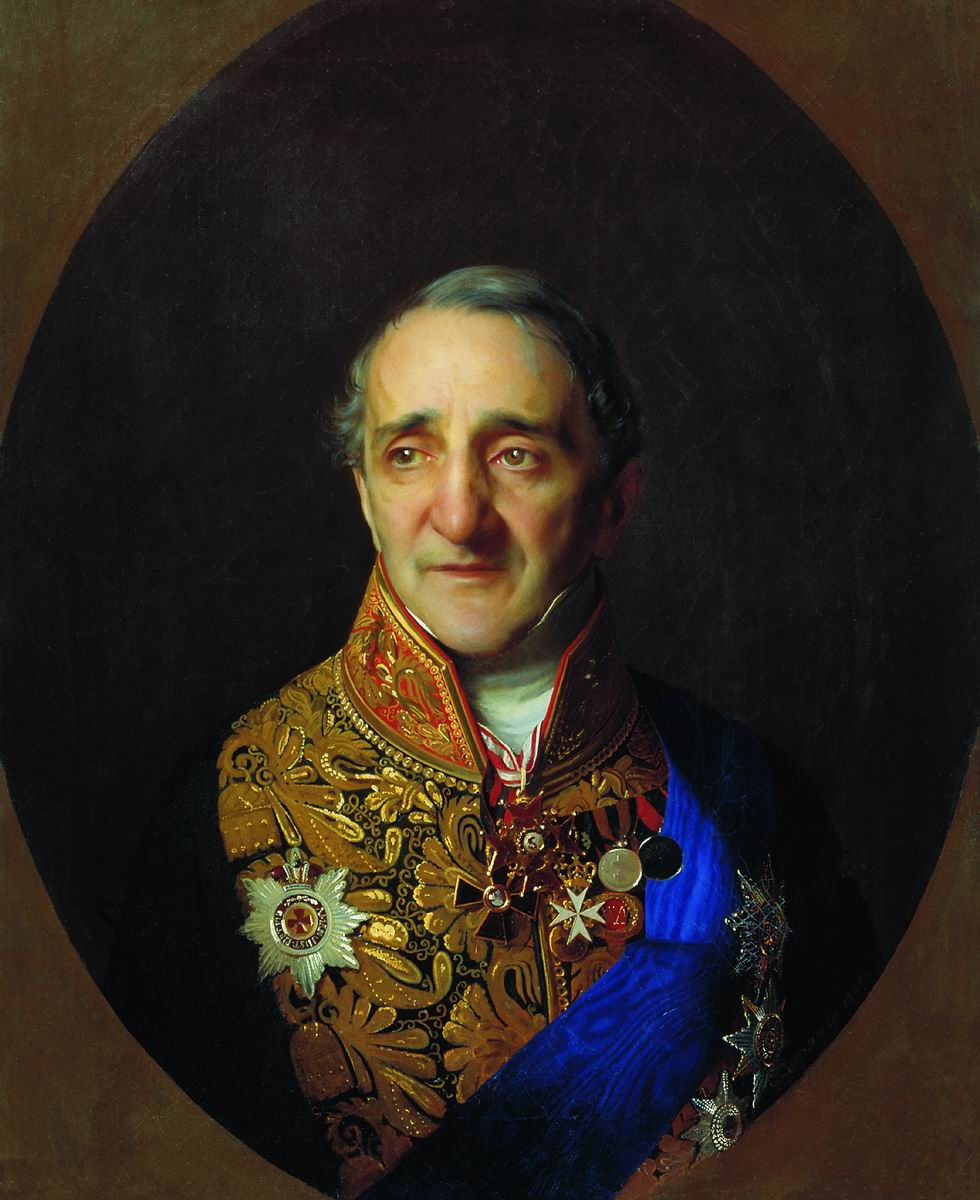
Христофор Лазарев — владелец усадьбы на протяжении 50 лет

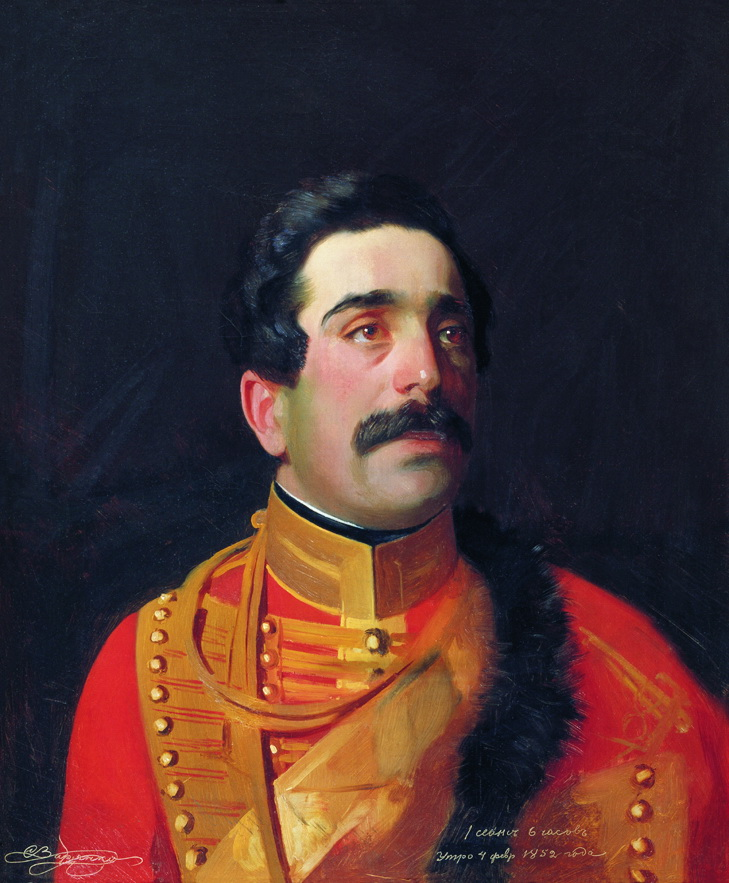
Наследник имения — Семён Абамелик

В начале XIX века усадьба перешла во владения князей Черкасских. В 1820 году князь Александр Александрович Черкасский (1772—1828) заказал молодому московскому архитектору Е. Д. Тюрину (1792—1870) разработать новый проект своей подмосковной усадьбы Поспелово-Плещеево, по которому в 1821—1822 гг. были построены в стиле классицизм кирпичный главный дом и первый этаж флигеля.

#### Клод Дебюсси
Лето 1881 и 1882 годов в имении жил Клод Дебюсси, который преподавал музыку детям фон Мекк.  Общение с семьёй фон Мекк и пребывание в России благотворно повлияло на развитие молодого музыканта, он познакомился с русской музыкой во всей её полноте.

#### Лазаревы и Абамелик-Лазаревы в Плещееве
С 1831 по 1881 года усадьба принадлежала богатой армянской семье — Христофору Екимовичу Лазареву и его жене Екатерине Эммануиловне, основавшим Лазаревское училище восточных языков.
Во второй половине XIX века в плещеевской оранжерее выращивали персики, абрикосы, ананасы и лимоны. В распоряжении приказчику Голохвастову сказано:
Приготовь варенье из персиков, княгиня Елизавета Харитоновна изволят отправиться за границу…
В 60-х годах XIX века по заказу Х. Е. Лазарева закончилось строительство второго этажа и кухонной пристройки главного дома по проекту архитектора Д. А. Корицкого. После смерти Лазарева в 1871 году его род по мужской линии прекратился, а десятилетие спустя, после смерти его жены усадьба Плещеево переходит к Семёну Давыдовичу Абамелику — представителю древнего армянского рода, женатому на родственнице Лазаревых, вследствие чего специальным указом было разрешено именоваться семье Абамелик-Лазаревы.

#### Чайковский в Плещееве

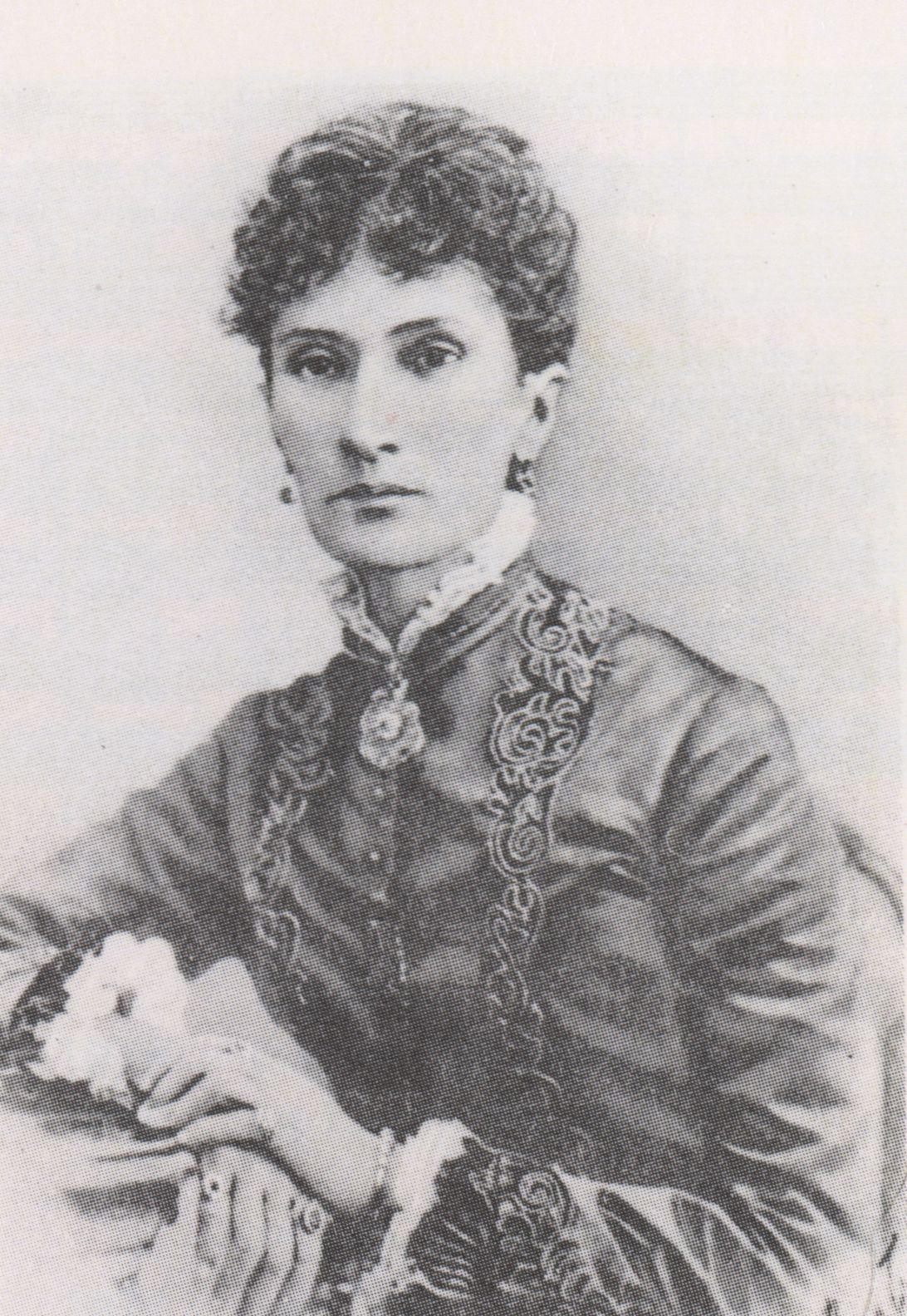
Надежда Филаретовна фон Мекк — владелица усадьбы Плещеево с 1882 по 1894 гг.

В 1882 году Плещеево приобрела Надежда Филаретовна фон Мекк. Именно она оказала материальную поддержку русскому композитору Петру Ильичу Чайковскому, 12 лет ежемесячно пересылая денежное пособие, и предложила ему пожить в Плещееве.
3 сентября 1884 года 44-летний П. И. Чайковский воспользовался любезным приглашением московской меценатки и ценительницы музыки, пламенной и верной почитательницы его таланта, вдовы русского инженера-путейца, нажившего миллионное состояние на строительстве и эксплуатации железных дорог, 53-летней баронессы Н. Ф. фон Мекк, которая писала ему:
…Дорогой мой. Вы как-то выразили намерение весну провести около Москвы. Это меня очень обрадовало и дало мне мысль просить Вас осчастливить мое Плещеево. Вашим пребыванием… У меня очень мило в Плещееве, и я, конечно, старалась бы доставить Вам полное спокойствие.
В первый же день своего приезда он пишет Надежде Филаретовне, находящейся в Москве:
Я не в силах высказать Вам в настоящей силе степень своего восторга от Плещеева, хотя я ожидал самых приятных впечатлений, но действительность бесконечно превысила мои ожидания…
В доме находились различные музыкальные инструменты, а в библиотеке было много нот, но самое главное, что композитору никто не мешал работать. Ему необходимо было закончить свою «Концертную фантазию» для фортепьяно с оркестром, сюиту и отдохнуть перед петербургским спектаклем оперы «Евгений Онегин».
Окрестности Плещеева располагали к творчеству: здесь Чайковский закончил «Концертную фантазию», написал музыку к романсам «На нивы желтые нисходит тишина…» и «Не спрашивай», по просьбе одной парижской газеты написал третью сюиту, фортепьянною пьесу для альбома, издаваемого в пользу бедных музыкантов, познакомился по клавиру с оперой М. П. Мусоргского «Хованщина», оперой-мистерией «Парсифаль» Рихарда Вагнера. В Плещееве у Чайковского было «…ощущение полного удовлетворения своих нравственных, умственных, материальных потребностей…».
8 сентября Чайковский ходил в Подольск. Город в этот день, по случаю базара, был оживлён, а он среди толпы выделялся в своём длиннополом английском пальто, вызывая любопытство подольчан.
Накануне отъезда в Петербург он написал фон Мекк:
Последний вечер провожу в Плещееве и ощущаю грусть вместе со страхом. После месяца полного уединения не так-то легко очутиться в омуте петербургской жизни. Приношу Вам, бесценный, дорогой друг, самую горячую благодарность за то, что приютили меня в Ппещееве, о котором я сохраню самое приятное воспоминание, как часто в Петербурге я буду мысленно переноситься в этот тихий, милый дом.
4 октября 1884 года Пётр Ильич уехал из Плещеева, а последняя встреча великого композитора с этим местом произошла в период работы над симфонией «Манфред»: 8-10 августа 1885 года Чайковский посетил усадьбу вместе с братьями Анатолием и Модестом.
Чайковский часто перечитывал письма Надежды Филаретовны, размышляя над её словами. За 13 лет переписки они ни разу не встретились.
Она умерла 13 января 1894 года. В 1929 году был расстрелян её сын — Николай Карлович. На последнем свидании со своей женой, племянницей Чайковского, отметившей 60-летие, он произнёс:
Как ты прекрасна, Анна! Теперь, читая письма фон Мекк к Петру Ильичу Чайковскому, невольно тоже хочется воскликнуть: Как прекрасны эти чувства и дружба!
После её смерти усадьбой владела её дочь Юлия Карловна. Внук фон Мекк в 1908 году продал усадьбу Плещеево Московскому акционерному обществу по производству цемента.

### В советское время
После прихода советской власти, усадьбу Плещеево постигла та же участь, что и большинство дворянских имений, разграбленных, приспособленных под хозяйственные и общественные нужды. В 1919 году здесь разместили детскую трудовую колонию, в который въехали 50 несовершеннолетних. С 1925 года в усадебном доме открыли туберкулёзный диспансер. В 1926 году надстроили второй этаж и открыли ночной санаторий на 30 коек. А с 1930-х годов в бывшем барском имении размещалось общежитие посёлка цементного завода. В годы войны здесь размещалась Подольская женская школа снайперов.

## Современное состояние
В 1992 году небольшой хозяйственный корпус, выстроенный в псевдоготическом стиле (1820-е гг.) перестроен под церковь Богоматери «Взыскание погибших».
От самой усадьбы сохранился двухэтажный дом в стиле классицизма, на главном фасаде которого отсутствует парный ризалит на два окна, в котором видимо располагался ещё один вход с лестничными маршами, срублены и оконные обрамления с веерными очельями. Въезд в усадьбу украшен двумя парами каменных обелисков, на которых красовались чугунные львы, перенесённые в городской парк ко входу на старое кладбище, ставшее детской площадкой, а затем исчезнувшие и оттуда.
Усадебные постройки находятся в плачевном состоянии, хотя используются под жильё. Обширный парк практически загублен, в его границах возведён коттеджный посёлок.

## Расположение
Усадьба расположена на окраине города Подольск, Московской области (55°27′19″ с. ш. 37°36′05″ в. д.). Добраться до усадьбы можно электричкой до станции «Подольск» Курского направления МЖД, далее автобусом № 1 до конечной остановки «Цементный завод» и затем пройти ещё несколько сотен метров по ходу движения автобуса.